# Tour de Pologne 2013 – 5. etap
5. etap kolarskiego wyścigu Tour de Pologne 2013 odbył się 1 sierpnia. Start etapu miał miejsce w Nowym Targu, zaś meta w Zakopanem. Etap liczył 160,5 kilometra.
Zwycięzcą etapu został norweski kolarz Thor Hushovd. Drugie miejsce zajął Mathieu Ladagnous, a trzecie Daniele Ratto. Po tym etapie liderem klasyfikacji generalnej został Hiszpan Jon Izagirre.

## Premie
Na 5. etapie były następujące premie:
| Rodzaj           | Miejscowość | Kilometry (od startu) | Kilometry (do mety) | Zwycięzca         |
| ---------------- | ----------- | --------------------- | ------------------- | ----------------- |
| Górska (I kat.)  | Łapszanka   | 50,3 km               | 110,3 km            | Tomasz Marczyński |
| Górska (II kat.) | Zakopane    | 76,4 km               | 84,2 km             | Tomasz Marczyński |
| Górska (I kat.)  | Głodówka    | 98,3 km               | 62,3 km             | Tomasz Marczyński |
| Lotna            | Poronin     | 109,6 km              | 51,0 km             | Paweł Cieślik     |
| Górska (II kat.) | Zakopane    | 116,9 km              | 43,7 km             | Tomasz Marczyński |
| Górska (I kat.)  | Głodówka    | 138,8 km              | 21,8 km             | Thomas Rohregger  |
| Górska (II kat.) | Zakopane    | 157,4 km              | 3,2 km              | Jon Izagirre      |

## Wyniki etapu
| Miejsce | Zawodnik                    | Państwo           | Zespół                  | Czas        | Bon.  |
| ------- | --------------------------- | ----------------- | ----------------------- | ----------- | ----- |
| 1.      | Thor Hushovd                | Norwegia          | BMC Racing Team         | 03h 54' 40" | −10 s |
| 2.      | Mathieu Ladagnous           | Francja           | FDJ                     | + 0"        | −6 s  |
| 3.      | Daniele Ratto               | Włochy            | Cannondale              | + 0"        | −4 s  |
| 4.      | Luka Mezgec                 | Słowenia          | Argos-Shimano           | + 0"        | —     |
| 5.      | David Tanner                | Australia         | Belkin                  | + 0"        | —     |
| 6.      | Sergio Henao                | Kolumbia          | Sky Procycling          | + 0"        | —     |
| 7.      | Diego Ulissi                | Włochy            | Lampre-Merida           | + 0"        | —     |
| 8.      | Christophe Riblon           | Francja           | Ag2r-La Mondiale        | + 0"        | —     |
| 9.      | Reinardt Janse van Rensburg | Południowa Afryka | Argos-Shimano           | + 0"        | —     |
| 10.     | Georg Preidler              | Austria           | Argos-Shimano           | + 0"        | —     |
|         |                             |                   |                         |             |       |
| 14.     | Rafał Majka                 | Polska            | Team Saxo-Tinkoff       | + 0"        | —     |
| 24.     | Bartłomiej Matysiak         | Polska            | CCC Polsat Polkowice    | + 0"        | —     |
| 39.     | Mateusz Taciak              | Polska            | CCC Polsat Polkowice    | + 14"       | —     |
| 51.     | Przemysław Niemiec          | Polska            | Lampre-Merida           | + 22"       | —     |
| 59.     | Karol Domagalski            | Polska            | Reprezentacja Polski    | + 35"       | —     |
| 64.     | Maciej Paterski             | Polska            | Cannondale              | + 1' 39"    | —     |
| 82.     | Michał Gołaś                | Polska            | Omega Pharma-Quick Step | + 5' 40"    | —     |
| 90.     | Tomasz Marczyński           | Polska            | Vacansoleil-DCM         | + 8' 44"    | −30 s |
| 91.     | Bartosz Huzarski            | Polska            | Team NetApp             | + 8' 44"    | —     |
| 93.     | Adrian Honkisz              | Polska            | CCC Polsat Polkowice    | + 8' 44"    | —     |
| 109.    | Łukasz Bodnar               | Polska            | Reprezentacja Polski    | + 11' 27"   | —     |
| 110.    | Sylwester Szmyd             | Polska            | Movistar Team           | + 11' 27"   | —     |
| 111.    | Kamil Gradek                | Polska            | Reprezentacja Polski    | + 11' 27"   | —     |
| 114.    | Paweł Cieślik               | Polska            | Reprezentacja Polski    | + 14' 54"   | −23 s |
| 115.    | Paweł Franczak              | Polska            | Reprezentacja Polski    | + 14' 54"   | —     |
| 125.    | Jacek Morajko               | Polska            | CCC Polsat Polkowice    | + 14' 54"   | —     |

## Klasyfikacje po 5. etapie
| Klasyfikacja generalna | Klasyfikacja generalna | Klasyfikacja generalna | Klasyfikacja generalna       | Klasyfikacja generalna |
| Miejsce                | Zawodnik               | Państwo                | Zespół                       | Czas                   |
| ---------------------- | ---------------------- | ---------------------- | ---------------------------- | ---------------------- |
| 1.                     | Jon Izagirre           | Hiszpania              | Euskaltel-Euskadi            | 25h 49' 41"            |
| 2.                     | Rafał Majka            | Polska                 | Team Saxo-Tinkoff            | + 1"                   |
| 3.                     | Sergio Henao           | Kolumbia               | Sky Procycling               | + 5"                   |
| 4.                     | Christophe Riblon      | Francja                | Ag2r-La Mondiale             | + 7"                   |
| 5.                     | Pieter Weening         | Holandia               | Orica-GreenEDGE Cycling Team | + 8"                   |
| 6.                     | Chris Anker Sørensen   | Dania                  | Team Saxo-Tinkoff            | + 10"                  |
| 7.                     | Domenico Pozzovivo     | Włochy                 | Ag2r-La Mondiale             | + 14"                  |
| 8.                     | Eros Capecchi          | Włochy                 | Movistar Team                | + 14"                  |
| 9.                     | Robert Kišerlovski     | Chorwacja              | RadioShack-Leopard           | + 17"                  |
| 10.                    | Thomas Rohregger       | Austria                | RadioShack-Leopard           | + 19"                  |
|                        |                        |                        |                              |                        |
| 38.                    | Tomasz Marczyński      | Polska                 | Vacansoleil-DCM              | + 19' 10"              |
| 41.                    | Mateusz Taciak         | Polska                 | CCC Polsat Polkowice         | + 21' 04"              |
| 44.                    | Michał Gołaś           | Polska                 | Omega Pharma-Quick Step      | + 22' 46"              |
| 45.                    | Maciej Paterski        | Polska                 | Cannondale                   | + 23' 02"              |
| 60.                    | Adrian Honkisz         | Polska                 | CCC Polsat Polkowice         | + 39' 08"              |
| 67.                    | Paweł Cieślik          | Polska                 | Reprezentacja Polski         | + 41' 51"              |
| 73.                    | Karol Domagalski       | Polska                 | Reprezentacja Polski         | + 44' 57"              |
| 84.                    | Bartosz Huzarski       | Polska                 | Team NetApp                  | + 53' 21"              |
| 88.                    | Przemysław Niemiec     | Polska                 | Lampre-Merida                | + 54' 54"              |
| 92.                    | Jacek Morajko          | Polska                 | CCC Polsat Polkowice         | + 58' 29"              |
| 99.                    | Kamil Gradek           | Polska                 | Reprezentacja Polski         | + 1h 04' 41"           |
| 110.                   | Bartłomiej Matysiak    | Polska                 | CCC Polsat Polkowice         | + 1h 18' 20"           |
| 115.                   | Sylwester Szmyd        | Polska                 | Movistar Team                | + 1h 22' 45"           |
| 120.                   | Łukasz Bodnar          | Polska                 | Reprezentacja Polski         | + 1h 26' 50"           |
| 128.                   | Paweł Franczak         | Polska                 | Reprezentacja Polski         | + 1h 39' 26"           |

| Klasyfikacja punktowa | Klasyfikacja punktowa | Klasyfikacja punktowa | Klasyfikacja punktowa | Klasyfikacja punktowa |
| Miejsce               | Zawodnik              | Państwo               | Zespół                | Punkty                |
| --------------------- | --------------------- | --------------------- | --------------------- | --------------------- |
| 1.                    | Thor Hushovd          | Norwegia              | BMC Racing Team       | 55 pkt.               |
| 2.                    | Luka Mezgec           | Słowenia              | Argos-Shimano         | 42 pkt.               |
| 3.                    | Rafał Majka           | Polska                | Team Saxo-Tinkoff     | 41 pkt.               |
| 4.                    | Christophe Riblon     | Francja               | Ag2r-La Mondiale      | 39 pkt.               |
| 4.                    | Sergio Henao          | Kolumbia              | Sky Procycling        | 39 pkt.               |
| 4.                    | Daniele Ratto         | Włochy                | Cannondale            | 39 pkt.               |

| Klasyfikacja górska | Klasyfikacja górska  | Klasyfikacja górska | Klasyfikacja górska | Klasyfikacja górska |
| Miejsce             | Zawodnik             | Państwo             | Zespół              | Punkty              |
| ------------------- | -------------------- | ------------------- | ------------------- | ------------------- |
| 1.                  | Tomasz Marczyński    | Polska              | Vacansoleil-DCM     | 39 pkt.             |
| 2.                  | Thomas Rohregger     | Austria             | RadioShack-Leopard  | 37 pkt.             |
| 3.                  | Christophe Riblon    | Francja             | Ag2r-La Mondiale    | 20 pkt.             |
| 4.                  | Bartosz Huzarski     | Polska              | Team NetApp         | 15 pkt.             |
| 5.                  | Chris Anker Sørensen | Dania               | Team Saxo-Tinkoff   | 13 pkt.             |

| Klasyfikacja najaktywniejszych | Klasyfikacja najaktywniejszych | Klasyfikacja najaktywniejszych | Klasyfikacja najaktywniejszych | Klasyfikacja najaktywniejszych |
| Miejsce                        | Zawodnik                       | Państwo                        | Zespół                         | Punkty                         |
| ------------------------------ | ------------------------------ | ------------------------------ | ------------------------------ | ------------------------------ |
| 1.                             | Bartosz Huzarski               | Polska                         | Team NetApp                    | 13 pkt.                        |
| 2.                             | Jacek Morajko                  | Polska                         | CCC Polsat Polkowice           | 8 pkt.                         |
| 3.                             | Ángel Madrazo                  | Hiszpania                      | Movistar Team                  | 7 pkt.                         |
| 4.                             | Bartłomiej Matysiak            | Polska                         | CCC Polsat Polkowice           | 6 pkt.                         |
| 5.                             | Paweł Cieślik                  | Polska                         | Reprezentacja Polski           | 3 pkt.                         |
| 5.                             | Kamil Gradek                   | Polska                         | Reprezentacja Polski           | 3 pkt.                         |
| 5.                             | Leonardo Duque                 | Kolumbia                       | Colambia                       | 3 pkt.                         |
| 5.                             | Aleksandr Djaczenko            | Kazachstan                     | Pro Team Astana                | 3 pkt.                         |
| 5.                             | Ricardo Mestre                 | Portugalia                     | Euskaltel-Euskadi              | 3 pkt.                         |

| Najwyżej sklasyfikowany Polak | Najwyżej sklasyfikowany Polak | Najwyżej sklasyfikowany Polak | Najwyżej sklasyfikowany Polak | Najwyżej sklasyfikowany Polak |
| Miejsce                       | Zawodnik                      | Zespół                        | Czas                          |                               |
| ----------------------------- | ----------------------------- | ----------------------------- | ----------------------------- | ----------------------------- |
| 1.                            | Rafał Majka                   | Team Saxo-Tinkoff             | 25h 49' 42"                   |                               |
| 2.                            | Tomasz Marczyński             | Vacansoleil-DCM               | + 19' 09"                     |                               |
| 3.                            | Mateusz Taciak                | CCC Polsat Polkowice          | + 21' 03"                     |                               |
| 4.                            | Michał Gołaś                  | Omega Pharma-Quick Step       | + 22' 45"                     |                               |
| 5.                            | Maciej Paterski               | Cannondale                    | + 23' 01"                     |                               |

| 1. | RadioShack-Leopard | 77h 31' 30" |
| 2. | Argos-Shimano      | + 08' 55"   |
| 3. | Team Saxo-Tinkoff  | + 09' 02"   |
| 4. | Cannondale         | + 09' 13"   |
| 5. | Movistar Team      | + 12' 02"   |